# Bälinge
Bälinge es una localidad perteneciente al municipio de Luleå, condado de Norbotnia, provincia de Norbotnia, Suecia.

## Superficie
Cuenta con una superficie de 0,6200 kilómetros cuadrados.

## Demografía
Hasta 2020 la población era de 303 habitantes, con una densidad de población de 488,7 habitantes por kilómetro cuadrado. Con una estructura demográfica conformada por 161 hombres que representan el 53,1% y 142 mujeres para un 46,9% de la población total. De estos, el 25,7% corresponden a menores de edad y personas de 0-19 años, 50,5% a personas entre 20-64 años y el 23,8% a personas de 65 o más años.
| Gráfica de evolución demográfica de Bälinge entre 1990 y 2020 |
|                                                               |
| Datos según la Oficina Central de Estadísticas de Suecia.     |